# ポール・ウォルシュ
ポール・アンソニー・ウォルシュ（Paul Anthony Walsh、1962年10月1日 - ）は、イングランド・ロンドングリニッジ区プラムステッド出身の元サッカー選手。ポジションはFW。

## 経歴
1979年9月、16歳でチャールトン・アスレティックFCのトップチームデビューを果たす。1980-81シーズンにチームの2部昇格に貢献すると、翌1981-82シーズンは2部で13得点を記録した。
1982年7月に40万ポンドの移籍金でルートン・タウンFCに移籍。自身初の1部リーグでのプレーとなったが、1982-83シーズンはリーグ14得点、1983-84シーズンはリーグ11得点を記録。1984年のPFA年間最優秀若手選手賞に選ばれた。
1984年5月にリヴァプールFCへ移籍金70万ポンドで移籍した。1984-85シーズンにリーグ2位、UEFAチャンピオンズカップ準優勝に貢献すると、1985-86シーズンにはリーグ11得点、公式戦18得点を記録し、チームのリーグ優勝に貢献、PFA年間ベストイレブンにも選ばれた。リヴァプール時代は怪我に悩まされ続けたが、3年半の在籍期間で公式戦112試合に出場し、37ゴールを記録した。
1988年2月にトッテナム・ホットスパーFCへと移籍。移籍金は50万ポンド。トッテナムではゲーリー・リネカーやクリス・ワドルの影に隠れ、フォワードとしての数字を残すことは出来なかったが、およそ4年半の期間で通算156試合に出場、21ゴールを記録した。1991年にはFAカップ制覇に貢献した。
1992年6月に、40万ポンドでポーツマスFCへと移籍。ポーツマスでは人気プレーヤーとして活躍すると1994年3月に75万ポンドの移籍金でマンチェスター・シティFCへと移籍した。1994-95シーズンにリーグ12得点を記録した。1995年9月に60万ポンドでポーツマスに復帰したが、1996年2月に十字靭帯の損傷で現役引退を余儀なくされた。

## タイトル
リヴァプール
- リーグ:1985-86
- スーパーカップ:1985-1986

トッテナム
- FAカップ:1990-91
- FAチャリティ・シールド:1991

イングランド代表U-18
- UEFA U-18欧州選手権:1980

個人
- PFA年間最優秀若手選手賞:1984
- PFA年間ベストイレブン:1981-82,1985-86,1993-94
- ポーツマスFC年間最優秀選手:1992-93